# Scalenus drescheri
Scalenus drescheri là một loài bọ cánh cứng trong họ Cerambycidae.